# Крисін Георгій Петрович
Крисін Георгій Петрович (до 1887 — після 1953) — український археолог школи Бориса Фармаковського та музейний діяч; керівник Ольвійської археологічної експедиції (1928—1930), директор Білгород-Дністровського краєзнавчого музею (1946—1953).

## Життєпис
У 1907 закінчив за першим розрядом Одеську духовну семінарію. Для продовження освіти обрав Санкт-Петербурзьку духовну академію, в якій і навчався наступні чотири роки.
В академії Георгій Крисін зацікавився археологією і, на додачу до основного курсу навчання, став вільним слухачем Імператорського Санкт-Петербурзького археологічного інституту.
В колі петербурзьких археологів знайомиться з професором Санкт-Петербурзького університету, членом Імператорської археологічної комісії, Борисом Фармаковським і зголошується допомагати йому влітку на розкопках Ольвії, які вчений провадив з 1902.
Завершивши у 1911 навчання в духовній академії Георгій Крисін отримав диплом магістра богослов'я. Завершення ж курсу в Археологічному інституті дає йому звання члена Інституту (воно надавалося всім випускникам).
Повертається до Південної України — в Херсон, де стає викладачем історії І Херсонської чоловічої гімназії.
Поза своїми безпосередніми обов'язками викладача Георгій Крисін береться до організації позакласної (а найперше — екскурсійної) роботи серед учнів. Досягнення Георгія Крисіна як організатора учнівських екскурсій високо оцінили тогочасні методисти освітньої справи. Його опис власної екскурсії до Ольвії, проведеної для учнів Херсона 28 липня 1913, надрукували в журналі «Школьныя Экскурсіи и Школьный Музей».
Працюючи в Херсоні зберігав дружні та наукові зв'язки з Борисом Фармаковським. В 1912—1915 був його найближчим помічником на розкопках Ольвії.
В 1926 р. він влаштовується науковим співробітником (до сфери його компетенції відходять античні дослідження) у Херсонський історично-археологічний музей.
У 1928 очолив Ольвійську археологічну експедицію.
Георгій Крисін зберігав започатковані засновником музею Віктором Гошкевичем наукові контакти з Дмитром Яворницьким. В особистому архіві останнього зберігаються два листи від Георгія Крисіна: від 20 листопада 1927 та від 29 лютого 1928.
На початку 1930-х років щодо колективу Херсонського історично-археологічного музею розпочалися політичні утиски. Одночасно Георгія Крисіна відсторонили від керівництва Ольвійською археологічною експедицією (на цій посаді вченого змінив Михайло Болтенко).
У жовтні 1930 він залишає Херсонський історично-археологічний музей та переїздить до Одеси, де йому запропонували посаду керівника Одеської крайової інспектури охорони пам'яток культури після смерті її першого очільника Сергія Дложевського. Інспектура була утворена на початку 1926 та мала опікуватися охороною пам'яток на території Одеської, Херсонської, Миколаївської, Первомайської, Криворізької, Кіровоградської, Мелітопольської округ. При Інспектурі діяла й Одеська крайова комісія охорони пам'яток культури — дорадчо-консультативний міжвідомчий орган, утворений з представників Одеського окружного виконавчого комітету, партійних комсомольських, профспілкових органів, інститутів, архіву, музеїв, товариств науково-дослідних кафедр Одеси. За посадою її також очолював керівник Інспектури.
В липні 1946 Георгій Крисін очолює Ізмаїльський обласний історично-краєзнавчий археологічний музей в Білгороді-Дністровському. Музей постав восени 1940, але під час II Світової війни він сильно постраждав. Його остаточне відновлення і урочисте відкриття припало якраз на директорство Крисіна.
У серпні 1953 залишає свою посаду.
Точна дата та місце смерті невідомі.

## Науковий доробок
Серед польових археологічних досліджень Георгія Крисіна на території Херсонщини вирізняються розкопки в 1928 городища № 1 на річці Інгулець. Імовірно, під час саме цих досліджень був зроблений план пам'ятки, що став основою відомої реконструкції римського табору поблизу села Дар'ївка — єдиної пам'ятки Херсонщини, пов'язаної безпосередньо з римлянами, а не периферійними щодо Імперії народами. Також в цей період разом з Михайлом Болтенком проводив розвідки на Козачелагерській піщаній арені.
Головний акцент у своїй музейній роботі в Херсоні Крисін робив на залученні до наукового обігу предметів античної колекції музею.

## Основні публікації
- (рос.) Г. К. Крысин. Раскопки в древней Ольвии (из краткого отчета о результатах раскопок в древней Ольвии (близ с. Парутино Херс. Губ.) в последний летний сезон) // Родной край. — 1915. — № 873 (3 апреля).
- (рос.) Крысин Г. П. Однодневная экскурсія учениковъ Херсонской 1-й мужской гимназіи въ древнюю Ольвію 28 іюля 1913 года // Школьныя Экскурсіи и Школьный Музей. — 1913. — Книжка 7. — С. 28-29.
- Крисін Г. П. Археологічні досліди берегів нижньої течії р. Інгульця (коротке звідомлення) // Літопис Музею. — 1929. — № 9. — С. 10-21.
- Крисін Г. П. Алябастрова ваза з острова Березань // Літопис Музею. — 1929. — № 9. — С. 21-28.
- Крисін Г. П. Дитячі поховання в урнах на о. Березані // Вісник Одеської комісії краєзнавства. — 1930. — № 4-5. — С. 97-103.